# Crowning of Atlantis
Crowning of Atlantis — восьмой студийный альбом симфоник-метал-группы Therion, вышедший в 1999 году.
Изначально Crowning of Atlantis задумывался, как мини-альбом с несколькими каверами и концертными записями с Vovin Tour '98, но звукозаписывающая компания и менеджмент настояли на выпуске полноформатного альбома.

## Список композиций
| №                   | Название                        | Длительность |
| ------------------- | ------------------------------- | ------------ |
| 1.                  | «Crowning of Atlantis»          | 4:58         |
| 2.                  | «Mark of Cain»                  | 5:01         |
| 3.                  | «Clavicula Nox»                 | 8:52         |
| 4.                  | «Crazy Nights» (кавер Loudness) | 3:43         |
| 5.                  | «From the Dionysian Days»       | 3:16         |
| 6.                  | «Thor» (кавер Manowar)          | 4:47         |
| 7.                  | «Seawinds» (кавер Accept)       | 4:23         |
| 8.                  | «To Mega Therion» (Live)        | 6:39         |
| 9.                  | «The Wings of the Hydra» (Live) | 3:22         |
| 10.                 | «Black Sun» (Live)              | 5:46         |
| Общая длительность: | Общая длительность:             | 50:42        |

## Участники записи
- Кристофер Йонсон — лидер- и ритм- гитары, клавишные
- Томи Эриксон — лидер- и ритм- гитары
- Ян Казда — бас, акустическая гитара
- Вольф Симонс — ударные кроме «Crowning of Atlantis»

### Приглашённые музыканты
- Сами Карппинен — ударные на «Crowning of Atlantis»
- Вальдемар Сорыхта — дополнительные гитары, соло на «Crowning of Atlantis», «Seawinds» и второе соло на «Crazy Nights»
- Ральф Шиперс — вокал на «Crazy Nights» и «Thor»
- Эйлен Куппер — вокал на «Mark of Cain»
- Коссима Руссо — вокал на «Mark of Cain»
- Ангелика Мерц — вокал на «Mark of Cain»
- Мартина Хорнбахер — вокал на «Seawinds» и «Clavicula Nox»
- Йохен Бауэр — бас на «Clavicula Nox»
- Йорг Бройкер — тенор на «Clavicula Nox»
- Хор:
- Эйлен Куппер — сопрано
- Ангелика Мерц — сопрано
- Анне Трибут — альт
- Йорг Бройкер — бас
- Йохен Бауэр — бас

 The Indigo Orchestra:
- Хайке Хаусхальтер — скрипка
- Петра Штальц — скрипка
- Моника Мальтек — виола
- Геза Ханген — виолончель

## Позиции в чартах
| Чарт                          | Позиция |
| ----------------------------- | ------- |
| Германия (Offizielle Top 100) | 87      |